# Robert Shiller
Robert James "Bob" Shiller (Detroit, 29 maart 1946) is een Amerikaanse econoom en auteur.
Hij werd in 1982 hoogleraar en later de Arthur M. Okun-hoogleraar economie aan de Yale University en is een fellow aan de Yale International Center for Finance, verbonden aan de Yale School of Management. Shiller is sinds 1980 als onderzoek medewerker verbonden aan het Nationale Bureau voor Economisch Onderzoek (NBER). Verder was hij in 2005 vicepresident van de American Economic Association in 2005, en voor de periode 2006-2007 president van de Eastern Economic Association. Ook is hij de medeoprichter en hoofdeconoom van de vermogensbeheerder MacroMarkets LLC.
In 2013 kreeg hij samen met Eugene Fama en Lars Peter Hansen de Prijs van de Zweedse Rijksbank voor economie (Nobelprijs) voor hun empirische analyse van de prijzen van activa en het ontstaan van zeepbellen in de economie.